# Пис (река)
Пис (англ. Peace River, в переводе с английского «река мира») — река, протекающая в провинциях Британская Колумбия и Альберта, Канада. Она формирует юго-западную ветвь речной системы реки Маккензи. Длина Пис, включая реку Финли, составляет 1923 км. В Пис-Пойнт река имеет средний годовой расход воды 68 200 миллионов кубических метров. Её бассейн охватывает 293 000 км².
Река и её притоки сформировались 10 000—15 000 тысяч лет назад, когда ледниковое озеро Пис начало таять и высыхать. Пис начинается в канадских Скалистых горах в Британской Колумбии. Первоначально река начиналась от слияния рек Финли и Парснип, однако в 1960-х годах из места слияния рек было создано водохранилище Уиллистон, которое образует три залива: в бывшем каньоне Пис и в долинах рек Финли и Парснип. После Скалистых гор в реку впадают Халф-Вэй, Биттон с севера и Пайн-Ривер с юга. От плотины Беннетта, находящейся на восточном русле реки, Пис течёт в северо-восточном направлении по Альберте. Около города Пис в неё впадает Смоки-Ривер, а затем Уабаска-Ривер. Пис вместе с рекой Атабаска образуют крупнейшую речную дельту в Северной Америке площадью 6000 км² в западной части озера Атабаска. Затем впадает в реку Невольничья в национальном парке Вуд-Баффало.
Река была названа в честь Пис-Поинт, Альберта, месте сбора индейцев кри и бивер. После открытия реки Александром Маккензи, она стала важным торговым путём. В долине реки развито сельское хозяйство, производство леса, добыча угля и газа. В 1967 году была построена плотина Беннета (190 м в высоту и 2 км в длину), что позволило обеспечить долину гидроэнергией и улучшить контроль за наводнениями.

## Населённые пункты
- Форт-Сент-Джон, Британская Колумбия
- Тейлор, Британская Колумбия
- Пис-Ривер, Альберта
- Форт-Вермилион, Альберта